# 褐飞虱属
褐飞虱属（学名：Nilaparvata）为稻蝨科的一个属。廣布於南亞、東南亞、東亞地區及南太平洋諸島和澳洲等地。

## 型態
長翅型雄蟲，暗褐色，體長（含前翅）約 3.8~4.2 公釐；長翅型雌蟲黃褐色，長約 4.4~4.8 公釐。頭之前方稍突出於複眼之間，複眼黑暗色。前胸背板及中胸小楯片褐色，上面具有不明顯之縱線三條。中胸小盾片較前胸背板為長，其後端稍尖。足黃褐色，後足脛節側邊有刺，末端具有活動之距如鐮刀狀，其上有 30~36 齒狀起。前翅狹長半透明稍帶褐色，其後緣近中央處有黑褐色斑紋，靜止時兩翅相合，該斑紋呈長卵形。後翅扇形，淡而透明。
短翅型成蟲，前翅僅及長翅型者之二分之一，後翅退化更為明顯。雄體長為2.0 ~ 3.1 公釐，雌蟲為2.7 ~ 3.5 公釐。

## 繁殖
褐飛蝨成蟲一般產卵於稻株基部之葉鞘脊部組織內，數粒至十餘粒產在一起，
產卵痕清晰可見。當族群密度高時，成蟲亦可產卵於稻株中，上部之葉鞘組織內，
或葉片中脈內。

## 寄主植物
水稻及野生稻。

## 危害
褐飛蝨以成蟲及若蟲群集於稻叢基部吸取稻株養液為食。被害株之基部常可見其污濁之分泌物或由分泌物引起之煤污病。當族群密度低時，可導致稻株黃化，影響稔實率；族群密度高時，可致使稻株於短期內迅速枯萎倒伏，此種枯萎情況，在褐飛蝨中度發生田常呈圓圈狀；在嚴重發生田，則圓圈相連而成全面枯萎，稱之為「蝨燒」。除直接危害外，褐飛蝨並可煤介草狀矮化病及皺縮矮化病。

## 敵害
多種捕食性蜘蛛、蛙類、綠盲椿象、隱翅蟲、纓小蜂，黑腹螫蜂等均為褐飛蝨之有利天敵。
在同一地區大面積連續栽植由同一抗蟲基因所支配之抗蟲品種，可能導致褐飛蝨有
害生物小種之產生，而瓦解水稻之抗蟲性，宜與不同基因所支配之抗蟲品種輪流栽植。

## 下属物种
本属包括以下物种：
- Nilaparvata albotristriata (Kirkaldy, 1907)
- 安哥拉褐飞虱 Nilaparvata angolensis Synave, 1959
- 拟褐飞虱 Nilaparvata bakeri (Muir, 1917)
- Nilaparvata caldwelli Metcalf, 1955
- Nilaparvata camilla Fennah, 1969
- 粟褐飞虱 Nilaparvata castanea Huang & Ding, 1979[3]
- Nilaparvata chaeremon Fennah, 1975
- Nilaparvata diophantu Fennah, 1958，异名：Nilaparvata diophantus Fennah, 1958-01
- Nilaparvata gerhardi (Metcalf, 1923)
- 线斑褐飞虱 Nilaparvata lineolae Huang & Tian, 1979[3]
- 水稻褐飞虱 Nilaparvata lugens (Stål, 1854)
- Nilaparvata maeander Fennah, 1958
- 伪褐飞虱 Nilaparvata muiri China, 1925
- Nilaparvata myersi Muir, 1923
- Nilaparvata nigritarsis Muir, 1926
- Nilaparvata oryzae (Matsumura, 1907)
- Nilaparvata seminula Melichar, 1914
- Nilaparvata serrata Caldwell, 1951
- Nilaparvata terracefrons Guo & Liang, 2005
- Nilaparvata wolcotti Muir & Giffard, 1924